# Armadillo pelut
Els armadillos peluts (Chaetophractus) són un gènere d'armadillos de la subfamília dels eufractins. Conté les següents espècies:
- Armadillo pelut cridaner, Chaetophractus vellerosus
- Armadillo pelut gros, Chaetophractus villosus
- Armadillo pelut andí, Chaetophractus nationi